# Коровинцы
Коровинцы (укр. Коровинці) — село, Коровинская сельская община, Роменский район, Сумская область, Украина.
Код КОАТУУ — 5923583401. Население по данным 2020 года составляло 2169 человека.
Является административным центром Коровинской сельской общины, в которую, кроме того, входят ещё 20 сёл.

## Географическое положение
Село Коровинцы находится на левом берегу реки Сула, выше по течению примыкает село Курманы, ниже по течению примыкает село Дегтярёвка, на противоположном берегу — село Ракова Сечь. По селу протекает пересыхающий ручей с запрудой. Через село проходит автомобильная дорога Н-07.

## История
- Село Коровинцы известно с конца XI века. В Ипатиевской летописи вспоминается, что возле села Коровинцы было разбито половецкое войско хана Боняка, позже оно вспоминается в XVII веке.
- В ХІХ столетии село Коровинцы было волостным центром Коровинской волости Роменского уезда Киевской губернии. В селе была Николаевская и Михайловская церкви.
  - Священнослужители Николаевской церкви[2]:
    - 1762—1779 — священник Карп Алексеевич Рудявский
    - 1780—1806 — священник Иван Иванович Чачка (Чачков, Чачкин)
    - 1815—1822 — священник Иван Никитич Андреевский, дьячек Андрей Рудявский

  - Священнослужители Михайловской церкви[2]:
    - 1759—1761 — священник Андрей Яковлевич Верещака
    - 1762 — священник Карп Алексеевич Рудявский (Николаевской церкви)
    - 1763—1797 — священник Павел Иванович Белопольский
    - 1798—1817 — священник Павел Павлович Белопольский

## Достопримечательности
- В Коровинцах находилось имение В. Г. Полетики (1765—1845).

## Экономика
- Коровинский коноплезавод.
- Агрофирма «Коровинцы», ЧП.

## Объекты социальной сферы
- Школа.

## Известные люди
- Лаврик Николай Иванович (1952—) — председатель Сумской обладминистрации (в 2005 году), председатель Черниговской облгосадминистрации (2005—2007), советник Президента Украины (2007—2008), родился в селе Коровинцы.
- Ус Николай Андреевич[3]родился 7 ноября 1919 года в селе Коровинцы Недригайловского района Сумской области Украинской ССР, украинец. В РККА с 28 апреля 1939 года, призван Недригайловским РВК Сумской области Украинской ССР. В Великой Отечественной войне с 22 июня 1941 года в составе 552 Стрелкового Полка 191 Стрелковой Дивизии участвует в боях на Ленинградском и Северо-Западном фронтах. 29 сентября 1941 года в бою на Ленинградском фронте получает тяжелое ранение. 12 апреля 1943 года приказом по войскам 40 Армии Воронежского фронта начальник артиллерии 955 Стрелкового Полка 309 Стрелковой Дивизии старший лейтенант Ус Николай Андреевич награждён орденом «Красного Знамени». 4 августа 1943 года приказом по войскам 6 Гвардейской Армии командир 343 отдельного истребительного — противотанкового дивизиона 309 Стрелковой Дивизии 23 Гвардейского Стрелкового Корпуса 6 Гвардейской Армии капитан Ус награждён орденом «Красной Звезды». 10 октября 1943 года приказом по войскам 40 Армии Воронежского фронта командир дивизиона награждён орденом «Отечественной войны 1 степени». С апреля 1944 года гвардии майор — командир 1 Гвардейского Артиллерийского Полка 4 ГВДД, о чём сделана запись в журнале боевых действий полка за 1 апреля 1944 года. В журнале боевых действий полка за 22 сентября 1944 года записано : «С НП командует вновь назначенный командир полка гвардии майор Офицеров», и за 5 октября 1944 года записано, что обязанности командира полка исполняет гвардии майор Офицеров — начальник штаба 1 ГАП. В журнале нет записи когда выбыл командир полка. Ус Николай Андреевич командовал полком в течение 6 месяцев с 1 апреля по 22 сентября 1944 года. В ноябре 1944 года назначен на должность командира 627 Артиллерийского Полка 180 Стрелковой Дивизии. 30 апреля 1945 года приказом по войскам 2 Украинского фронта командир 627 Артиллерийского Полка 180 Стрелковой Дивизии 75 Стрелкового Корпуса гвардии майор Ус награждён орденом «Александра Невского». 9 мая 1945 года указом Президиума Верховного Совета СССР награждён медалью «За победу над Германией». 9 июня 1945 года награждён медалью «За освобождение Праги». 7 сентября 1945 года приказом по войскам 46 Армии Южной группы войск награждён орденом «Александра Невского». 15 ноября 1950 года Указом Президиума Верховного Совета СССР награждён медалью «За боевые заслуги». 26 октября 1955 года награждён орденом «Красной Звезды». Также награждён медалями «За оборону Ленинграда», «За взятие Будапешта», «За взятие Вены» и другими. Уволен в запас по выслуге лет 27 января 1974 года. 6 Апреля 1985 года приказом Министра Обороны СССР награждён орденом «Отечественной войны 1 степени».
- Валерия Мирошниченко - участница второго сезона "Супермодель по-украински", модель